# Havtjärnen, Dalarna
Havtjärnen är en sjö i Mora kommun i Dalarna och ingår i Dalälvens huvudavrinningsområde. Sjöns area är 0,029 kvadratkilometer och den är belägen 287 meter över havet.